# Gudmundstjärn
För andra betydelser, se Gudmundtjärn.
Gudmundstjärn är ett cirka 10 hektar stort öppen-jord nybyggarhemman invid Gudmundstjärnen i Indal, cirka 35 km nordväst om Sundsvall. Den första byggnaden byggdes antagligen 1778 eller 1779 när förste ägaren, nybyggaren Olof Pärsson, byggde en liten enrumsstuga och den senaste ladugården år 1929. Gudmundstjärn är sedan 1983 är byggnadsminne och naturreservat. 
Gudmundstjärn ägs idag av Sundsvalls kommun och drivs av Gudmundstjärns intresseförening. Under sommaren är det ett populärt utflyktsmål som är öppet för allmänheten och man erbjuder guidningar då allt har bevarats som det såg ut när det beboddes av en storfamilj. Under sommartiden hålls husdjur som kycklingar och hästar på gården, ibland är djuren fler. 
De sista människorna som levde på gården lämnade den 1943 och året därpå såldes den till dåvarande Indals kommun i avsikt att bevara den. Det fanns då ingen väg till Gudmundstjärn utan den första farbara vägen byggdes 1960-61.

## Gårdens utveckling
I Lonings allmännings kronofastighet började 23-årige Olof Pärsson uppodling 1778 med röjning för rågsvedjor och en enkel stuga uppfördes med ett fänge för en ko och en get. År 1792 fanns en mangådrsbyggnad samt 1 tunnland åker och 5 tunnland äng och utrymme för 1 häst, 2 kor, 1 kviga och 5 getter. Det skördades 7 skylar korn. Därefter byggdes bagarstuga, torp, lador, härbren, vedbod, uthus, bastu och vattenledning. Under åren 1865 - 70 byggdes ett såg- och kvarnhus. Vadmalsstamp, smedja med flera byggnader tillkom också. Mangårdsbyggnaden byggdes till med ytterligare två rum. 1902 byggdes ett nytt boningshus där det gamla stallet hade stått. Ny ladugård uppfördes 1929 och under samma tid tillkom nytt stall samt spånhyvel. Utdikning av våtområdet Stockmyran skedde med efterföljande uppodling och 1961 färdigställdes vägen under kommunalt ägande.

## Naturreservat och byggnadsminne
Vid länsstyrelsens fastställande av Gudmundstjärns naturreservat 1983 var totala arealen 249 hektar varav 210 hektar skogs- och myrmark, 10 hektar inägojord och 29 hektar övrig mark. Av detta avsattes 71 hektar till naturreservat fördelat på cirka 60 hektar mark och 11 hektar vatten och samtidigt beslutades att själva "Nybygget" med byggnader och närmast kringliggande 10 hektar inägojord blev byggnadsminne. Byggnadsminnet omfattar 19 byggnader.